# Times were when (single)
Times were when is een single van The Cats die werd uitgebracht in 1968. Het nummer verscheen dat jaar eveneens op hun tweede elpee Cats.
Met het voorgaande nummer, Turn around and start again, hadden The Cats al een eerste begin gemaakt aan een nieuw hoofdstuk waarin ze een eigen geluid ontwikkelden. Ze trokken zich steeds minder aan van de progressieve pop en de psychedelische muziek die in die jaren de toon aangaven. De nummers gingen qua tempo naar beneden en kregen een voller geluid. Een andere belangrijke wijziging die met deze single werd ingezet, was de wijziging van leadzanger. Voor de singles was dit altijd Cees Veerman geweest en werd vanaf deze single werd deze rol ingevuld door Piet Veerman.
Ook Times were when was niettemin nog geen eigen nummer, maar werd geschreven door Neil Grimshaw. Grimshaw schreef het nummer voor zijn eigen band Studio Six uit Glasgow. Die band bracht slechts vier singles op Polydor uit, voordat ze weer verdween. Het originele Times were when verscheen in juli 1967.
Op de B-kant van de single staat het nummer I like the way dat werd geschreven door Ritchie Cordell.
Hierna begon de succesvolle periode van The Cats met verschillende nummer 1-hits die de leden zelf schreven, waaronder de opvolger Lea van de hand van Arnold Mühren.
In de versie van het nummer uit 1968 zoals dat werd gezongen door Piet Veerman, is het te kenmerken in de muziekstijl palingsound. In 1994 beleefden The Cats een comeback zonder deze leadzanger en werd het nummer opnieuw uitgebracht op het album Shine on. Het lied is in deze versie beter te ordenen binnen de easy listening.

## Hitnotering
Van de single werden in Nederland 102.000 exemplaren verkocht. De single kwam op nummer 2 van de Top 40 terecht en bleef veertien weken in deze hitlijst staan. Het was de hoogste notering die de band tot dan toe had gekend. In de Single Top 100 behaalde het eveneens de tweede positie.

### Nederlandse Top 40
| Hitnotering: week 25 t/m 42 in 1968 | Hitnotering: week 25 t/m 42 in 1968 | Hitnotering: week 25 t/m 42 in 1968 | Hitnotering: week 25 t/m 42 in 1968 | Hitnotering: week 25 t/m 42 in 1968 | Hitnotering: week 25 t/m 42 in 1968 | Hitnotering: week 25 t/m 42 in 1968 | Hitnotering: week 25 t/m 42 in 1968 | Hitnotering: week 25 t/m 42 in 1968 | Hitnotering: week 25 t/m 42 in 1968 | Hitnotering: week 25 t/m 42 in 1968 | Hitnotering: week 25 t/m 42 in 1968 | Hitnotering: week 25 t/m 42 in 1968 | Hitnotering: week 25 t/m 42 in 1968 | Hitnotering: week 25 t/m 42 in 1968 | Hitnotering: week 25 t/m 42 in 1968 | Hitnotering: week 25 t/m 42 in 1968 | Hitnotering: week 25 t/m 42 in 1968 | Hitnotering: week 25 t/m 42 in 1968 | Hitnotering: week 25 t/m 42 in 1968 | Hitnotering: week 25 t/m 42 in 1968 |
| Week:                               | 1                                   | 2                                   | 3                                   | 4                                   | 5                                   | 6                                   | 7                                   | 8                                   | 9                                   | 10                                  | 11                                  | 12                                  | 13                                  | 14                                  | 15                                  | 16                                  | 17                                  | 18                                  |                                     |                                     |
| ----------------------------------- | ----------------------------------- | ----------------------------------- | ----------------------------------- | ----------------------------------- | ----------------------------------- | ----------------------------------- | ----------------------------------- | ----------------------------------- | ----------------------------------- | ----------------------------------- | ----------------------------------- | ----------------------------------- | ----------------------------------- | ----------------------------------- | ----------------------------------- | ----------------------------------- | ----------------------------------- | ----------------------------------- | ----------------------------------- | ----------------------------------- |
| Positie:                            | 36                                  | 22                                  | 14                                  | 8                                   | 4                                   | 3                                   | 2                                   | 2                                   | 2                                   | 2                                   | 3                                   | 5                                   | 6                                   | 8                                   | 14                                  | 20                                  | 29                                  | 36                                  | uit                                 |                                     |

### NederlandseDaverende 30
| Positie: | 15 | 12 | 5 | 3 | 2 | 2 | 4 | 4 | 4 | 5 | 5 | 10 | 14 | 19 | uit |

### Evergreen Top 1000
| Evergreen Top 1000 "Times Were When" | Evergreen Top 1000 "Times Were When" | Evergreen Top 1000 "Times Were When" | Evergreen Top 1000 "Times Were When" | Evergreen Top 1000 "Times Were When" | Evergreen Top 1000 "Times Were When" | Evergreen Top 1000 "Times Were When" | Evergreen Top 1000 "Times Were When" | Evergreen Top 1000 "Times Were When" | Evergreen Top 1000 "Times Were When" | Evergreen Top 1000 "Times Were When" | Evergreen Top 1000 "Times Were When" | Evergreen Top 1000 "Times Were When" | Evergreen Top 1000 "Times Were When" | Evergreen Top 1000 "Times Were When" | Evergreen Top 1000 "Times Were When" | Evergreen Top 1000 "Times Were When" |
| Jaar                                 | 2008                                 | 2009                                 | 2010                                 | 2011                                 | 2012                                 | 2013                                 | 2014                                 | 2015                                 | 2016                                 | 2017                                 | 2018                                 | 2019                                 | 2020                                 | 2021                                 | 2022                                 | 2023                                 |
| ------------------------------------ | ------------------------------------ | ------------------------------------ | ------------------------------------ | ------------------------------------ | ------------------------------------ | ------------------------------------ | ------------------------------------ | ------------------------------------ | ------------------------------------ | ------------------------------------ | ------------------------------------ | ------------------------------------ | ------------------------------------ | ------------------------------------ | ------------------------------------ | ------------------------------------ |
| Positie                              | 473                                  | 203                                  | 30                                   | 60                                   | 56                                   | 22                                   | 38                                   | 20                                   | 95                                   | 99                                   | 47                                   | 31                                   | 42                                   | 46                                   | 38                                   | 26                                   |

### NPO Radio 2 Top 2000
| Nummer met noteringen in de NPO Radio 2 Top 2000 | '01  | '02  | '03  | '04  | '05  | '06  | '07  | '08  | '09  | '10  | '11  | '12  | '13  | '14  | '15  | '16 | '17  | '18  | '19  | '20  | '21  | '22  | '23  | '24  |
| ------------------------------------------------ | ---- | ---- | ---- | ---- | ---- | ---- | ---- | ---- | ---- | ---- | ---- | ---- | ---- | ---- | ---- | --- | ---- | ---- | ---- | ---- | ---- | ---- | ---- | ---- |
| Times were when                                  | 1320 | 1083 | 1142 | 1036 | 1129 | 1035 | 1089 | 1101 | 1028 | 1181 | 1357 | 1656 | 1506 | 1472 | 1627 | -   | 1808 | 1888 | 1551 | 1772 | 1540 | 1675 | 1645 | 1730 |

1. ↑  Een '-' betekent dat het nummer niet was genoteerd en een vetgedrukt getal geeft de hoogste notering aan.
2. ↑  2001 was het eerste jaar met een notering voor dit nummer.